# ماکلوان
ماکلوان یکی از شهرهای استان گیلان از توابع شهری از توابع بخش سردار جنگل شهرستان فومن است. ماکلوان در فاصله ۳۵ کیلومتری رشت و ۱۰ کیلومتری شهر فومن و ۲۰ کیلومتری شهرک تاریخی ماسوله قرار دارد. یکی از محصولات ماکلوان چای است که از مرغوبیت بالایی برخوردار است. بیشتر مردم این منطقه ساکن روستا و دامدار هستند و سبک زندگی سنتی خود را حفظ کرده‌اند. 
این شهر از پایگاه‌های اصلی مبارزاتی سردار جنگل، میرزا کوچک خان جنگلی بود. مردم این شهر و روستاهای توابع به زبان تالشی سخن می گویند. جنگ ماکلوان اولین نبرد مسلحانه جنگلیها با قوای روسیه و آغازی بر نهضت جنگل بود.
عباس عابدینی ماسوله کتابی در مورد جنگ ماکلوان و بنا های تاریخی این شهر نوشته و در آن به قدمت دیرینه این روستا اشاره کرده است.
شهر ماکلوان در دامنه و بین کوه‌های سیاه کوه و برزه کوه و در دو طرف ماسوله رودخان با مزارع و باغات قرار دارد و از نقاط توریستی استان گیلان محسوب می‌شود. ماکلوان در نقطه میانی بین شهر فومن و دژ تاریخی قلعه رودخان و شهرک پلکانی ماسوله قرار دارد. این روستا ازغرب به مناطق تنیان صومعه سرا و ماسال، از شرق به دهستان گشت وقلعه رودخان و شفت از جنوب به ماسوله وطارم وخلخال و از طرف شمال به شهر فومن ودهستان لولمان محدود می‌شود.
ییلاق‌های این شهر از جمله ییلاق گردسوئه گسکره (گردسایه) وییلاق کوربار از نقاط خوش آب وهوا وبسیار زیبای گیلان محسوب می‌گردد که می‌توان منطقه زیبای سیاه کوه و بام سبز را نیز به آن افزود.

## شهر ماسوله
شهر تاریخی و توریستی ماسوله، یکی از نقاط خوش آب وهوای بخش سردارجنگل شهرستان فومن است که در ارتفاع ۱۰۵۰ متری از سطح دریا قرار دارد. مردم ماسوله مانند مردم بخش سردارجنگل شهرستان فومن به زبان تالشی سخن می‌گویند.

## ماسوله رودخان
ماسوله رودخان که به زبان تالشی موسله رخون خوانده می‌شود. از رودخانه‌های زیبای گیلان است که بخش سردار جنگل را در دوطرف خود دارد. این رودخانه طبیعتی وحشی دارد و به سبب عدم کنترل ومهار آن در سیلابهای سال‌های اخیر خسارت جانی ومالی سنگینی بر منطقه وارد کرده‌است که مهار وکنترل آن از نیازهای اساسی شهر ماکلوان است.
این رودخانه از ارتفاعات ماسوله و دیگر کوه‌های بخش سردارجنگل از ارتفاعات ۳۰۰۰ متری سرچشمه می‌گیرد و در (چو مثقال) وارد تالاب انزلی می‌شود.

## اقتصاد وصنایع
شهرک صنعتی سردار جنگل در این بخش قرارداردو بیش از پنجاه واحد تولیدی داردکه فقط نیمی از آن واحدها در حال تولید هستند. شغل اصلی بیشتر مردم این شهر کشاورزی ودامداری است و محصولات لبنی و برنج وچای ودام وطیورآن معروف است. در ناحیه کوهستانی پرورش ماهیان سردآبی (قزل آلا) و در ناحیه جلگه‌ای ماهیان گرم آبی هم رایج است، به دلیل توریستی بودن منطقه جمع زیادی از اهالی در اقامتگاها وسفره خانه‌ها وهتل‌ها وخدمات دیگر گردشگران فعال و امرار معاش دارند، درگذشته صنعت ابریشم در این منطقه چشمگیر بوده که در حال حاضر با رکود مواجه‌است.
دامداران سنتی هرساله همراه دام‌های خود به رسم اجدادی درفصل گرم به ییلاقها و در فصل سرد به قشلاق کوچ می‌کنند. تعدادی زیادی از جوانان به دلیل تحصیل و شغل اداری و تجاری از شهر به‌طور موقت خارج شده و در شهرهای بزرگ ایران اقامت دارند.

### جمعیت
بنابر سرشماری مرکز امار ایران سال ۱۳۹۵ جمعیت این روستا۵۶۳۲ نفر (۷۶۴ خانوار) بوده‌است.

## نگارخانه توریستی ماکلوان

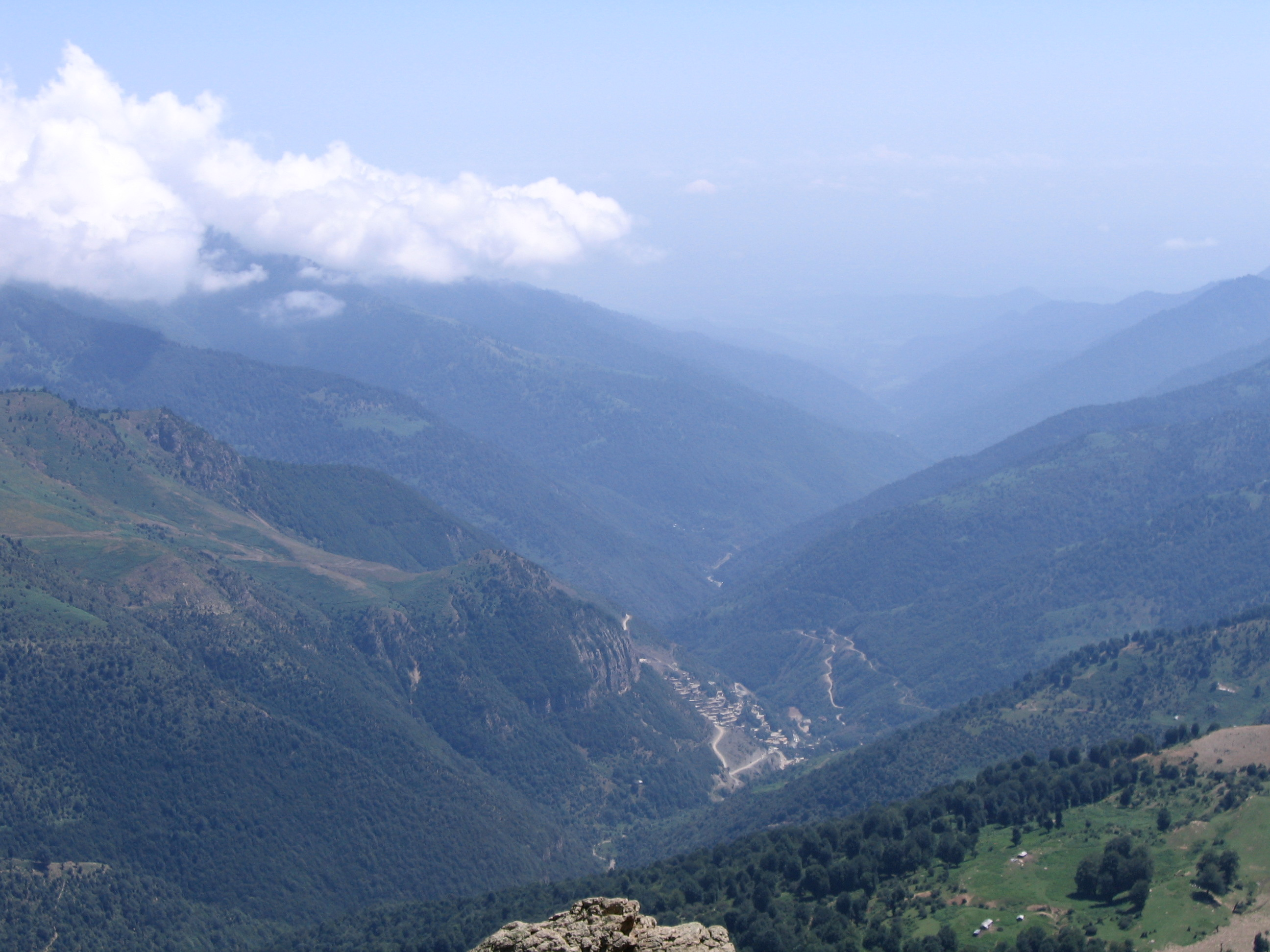
ماسوله رودخان،
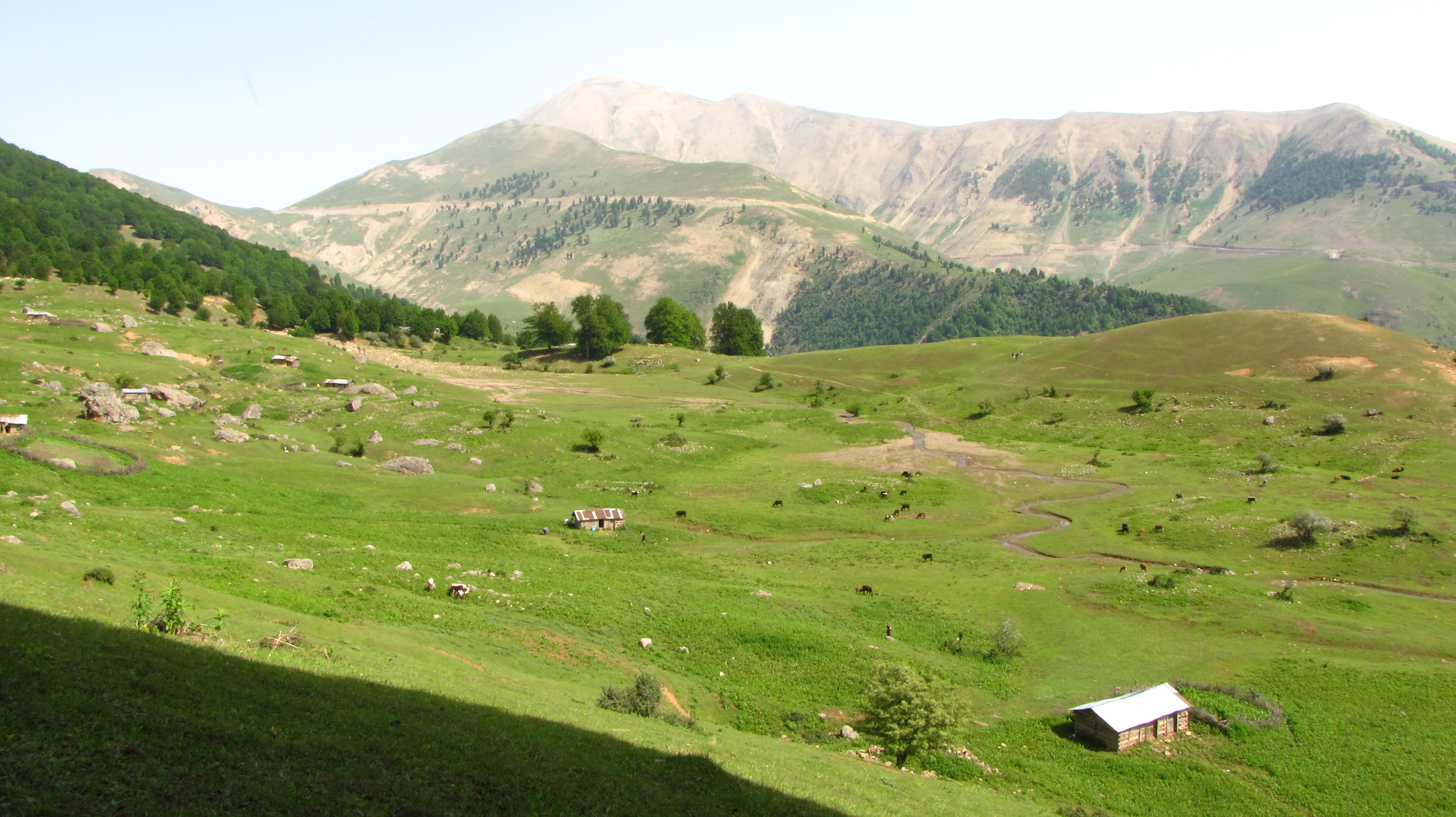
ییلاق کوروار
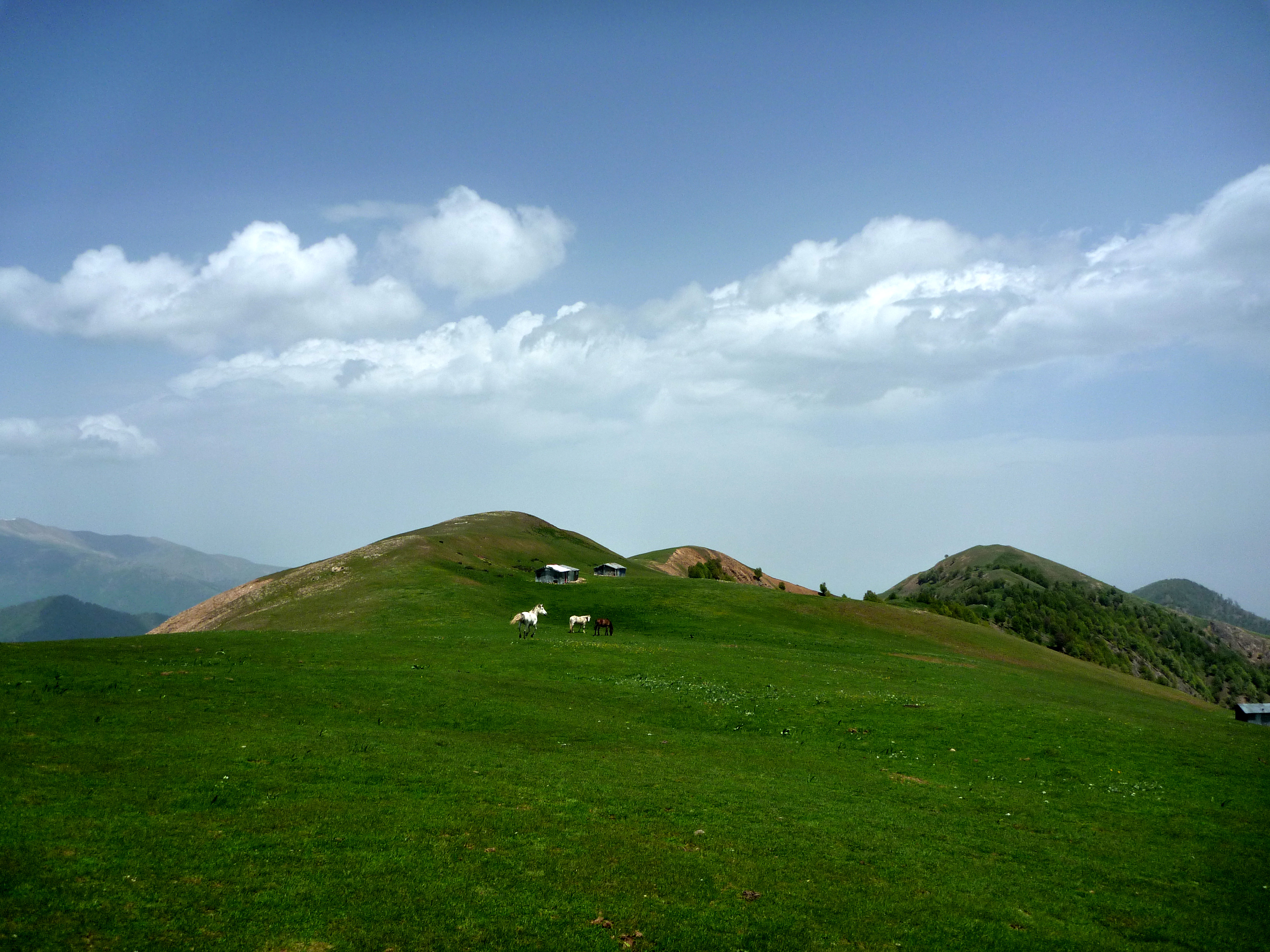
گردسایه ماکلوان
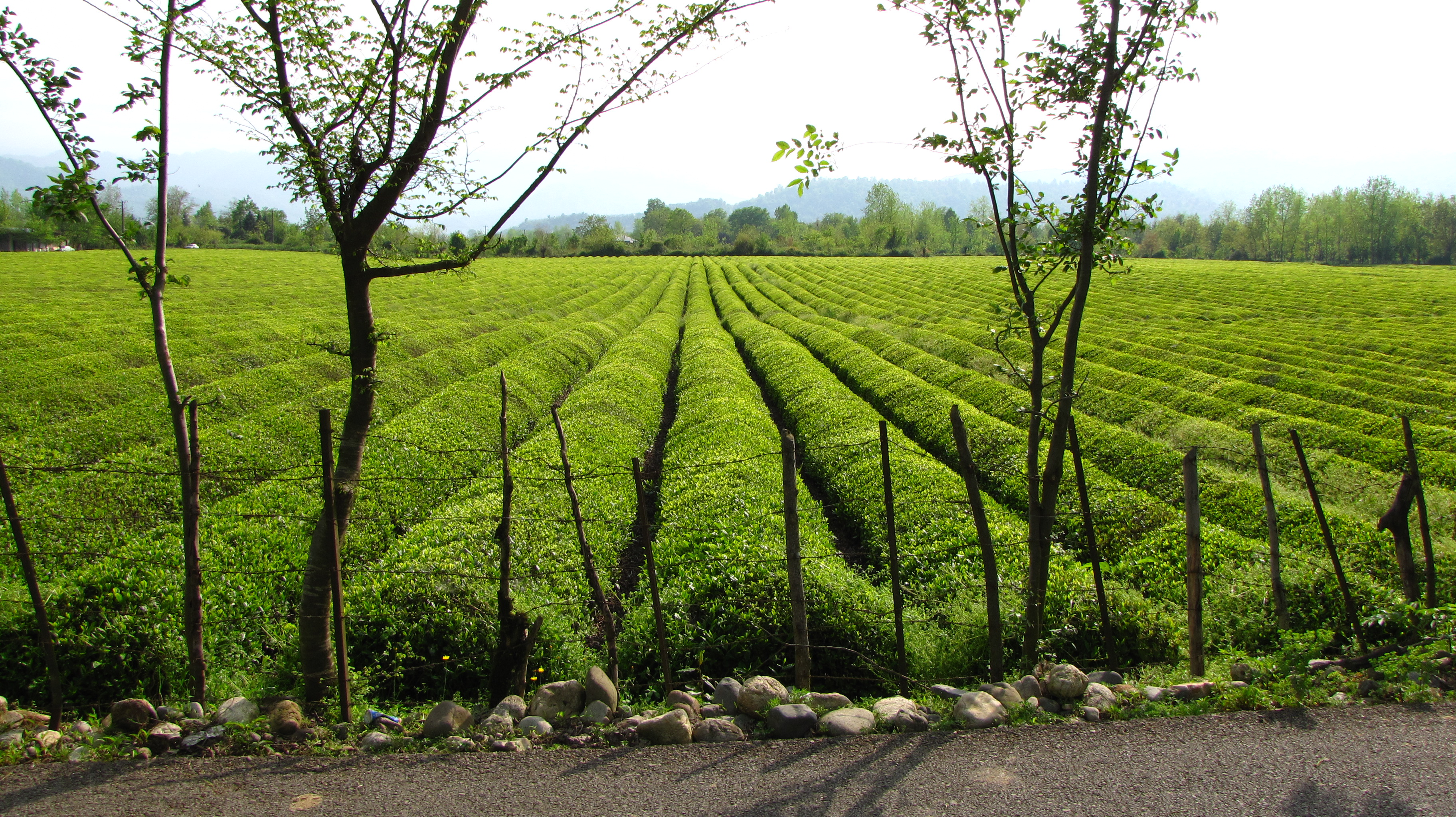
باغ چای ماکلوان
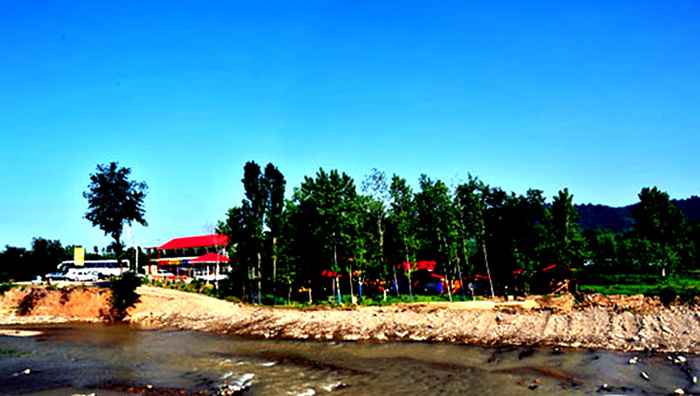
اقامتگاه ماکلوان
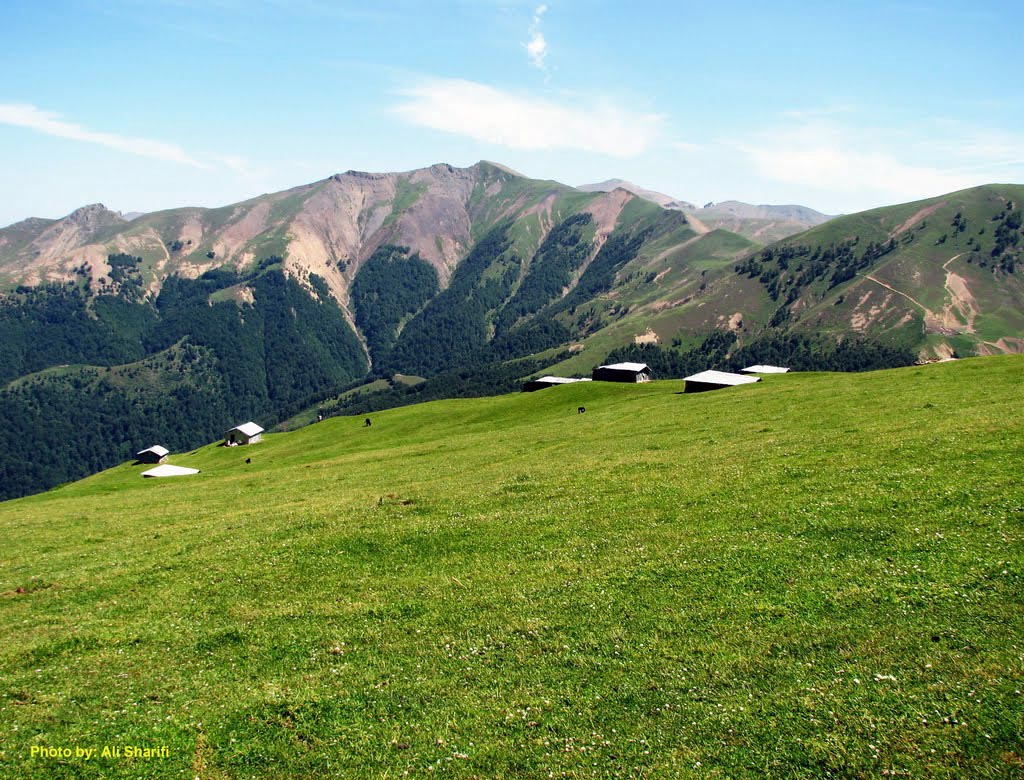
گردسایه گسکره
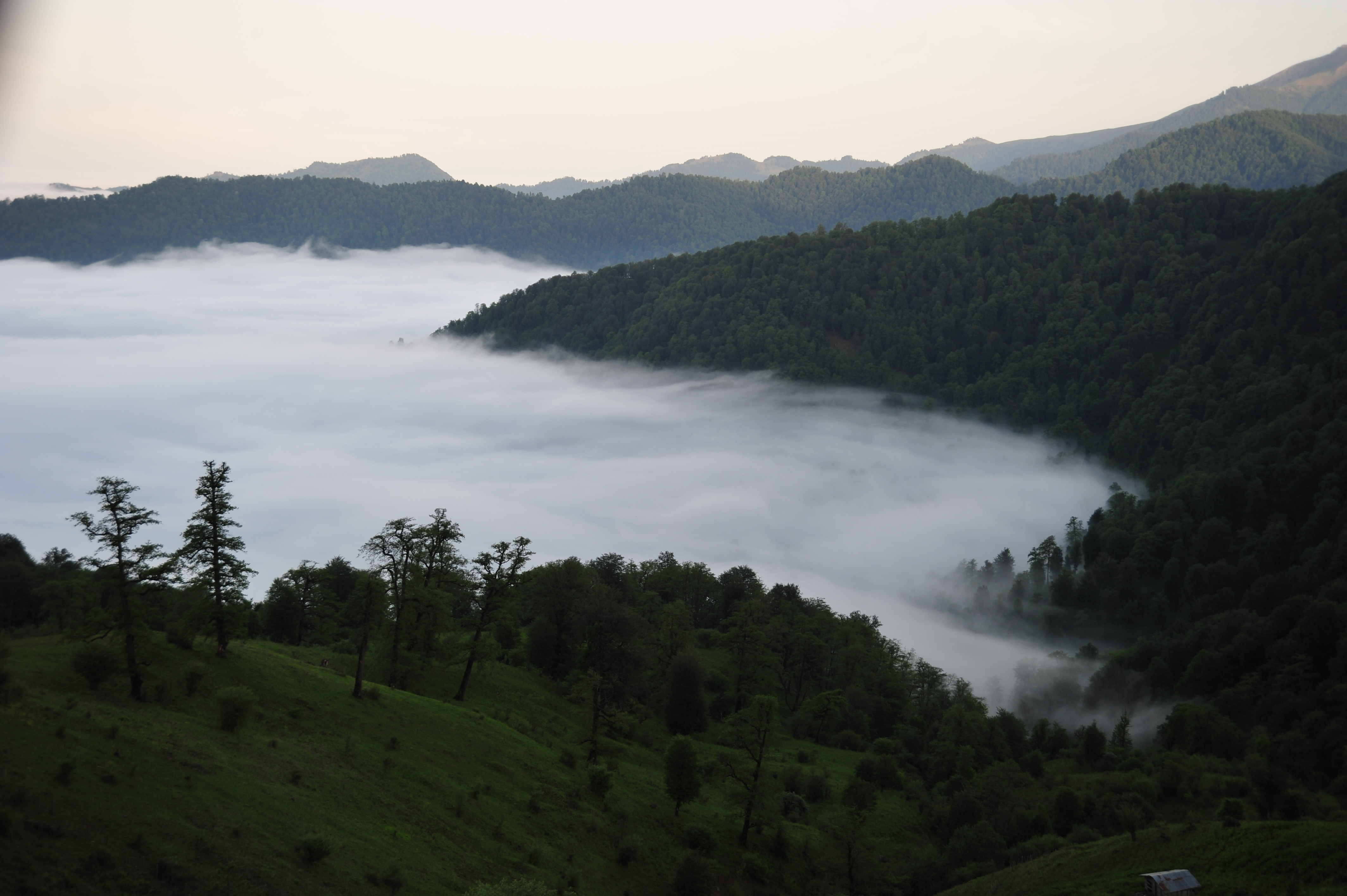
جنگل ماکلوان
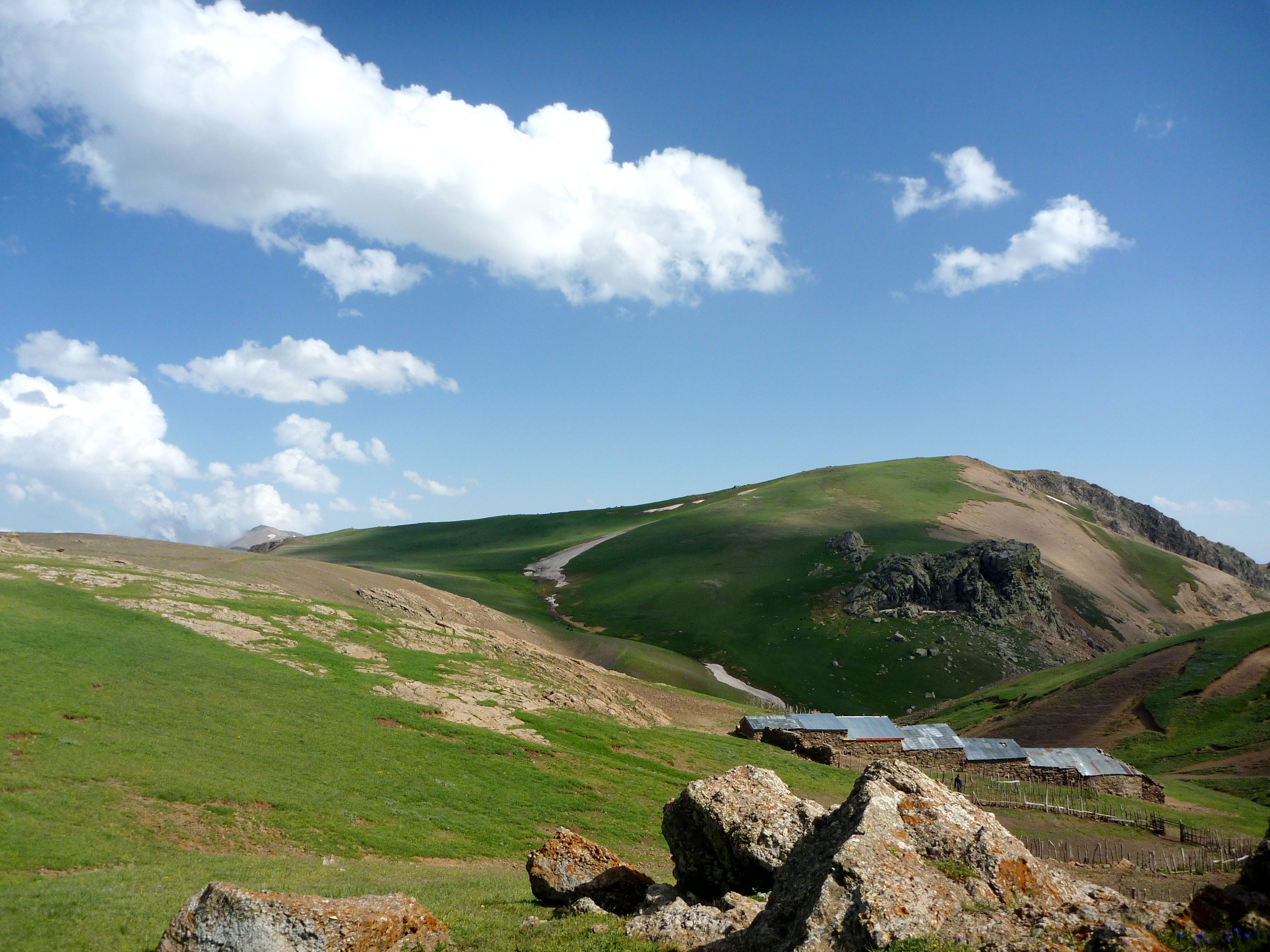
دیزآب
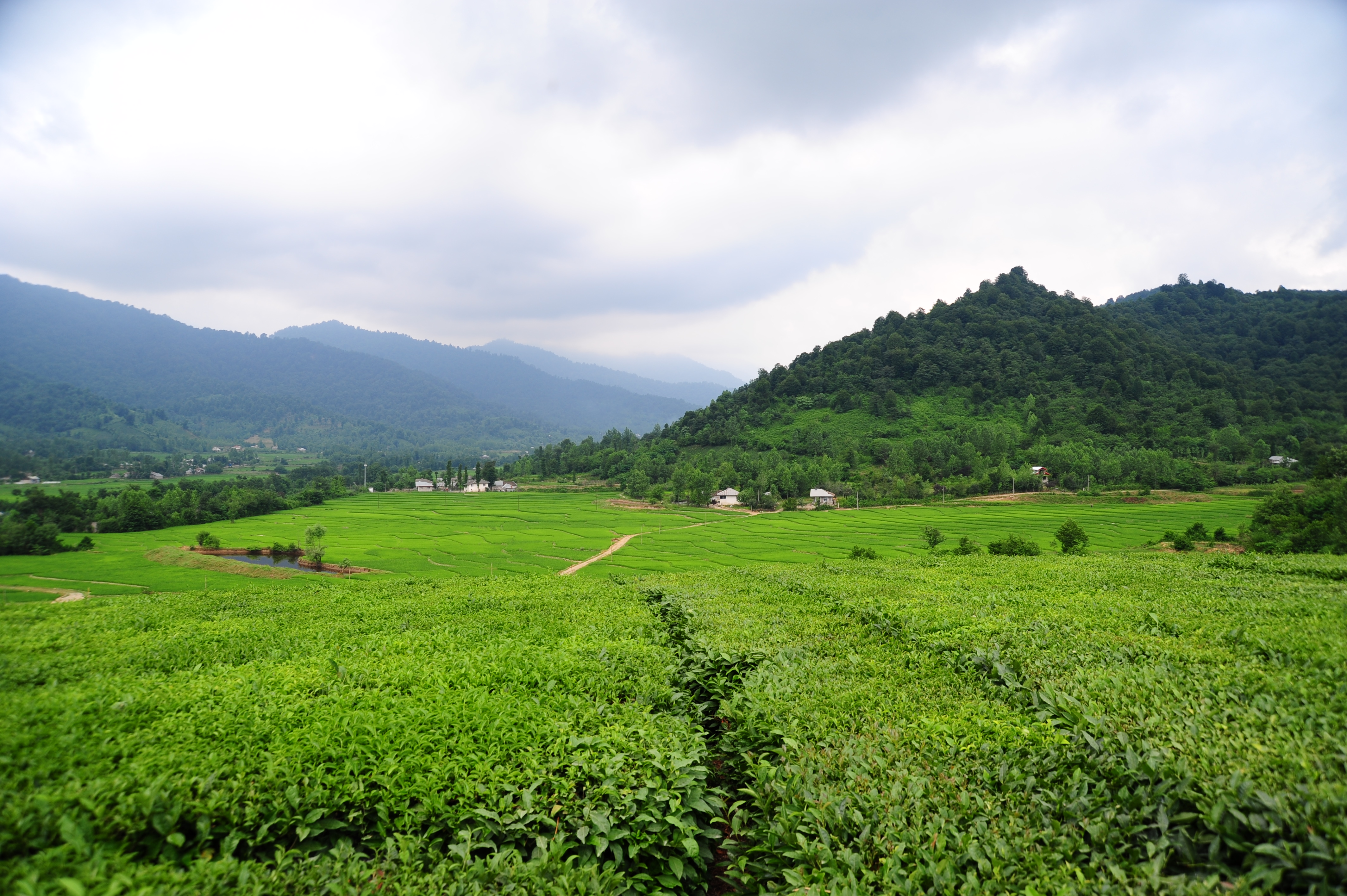
طبیعت اطراف ماکلوان
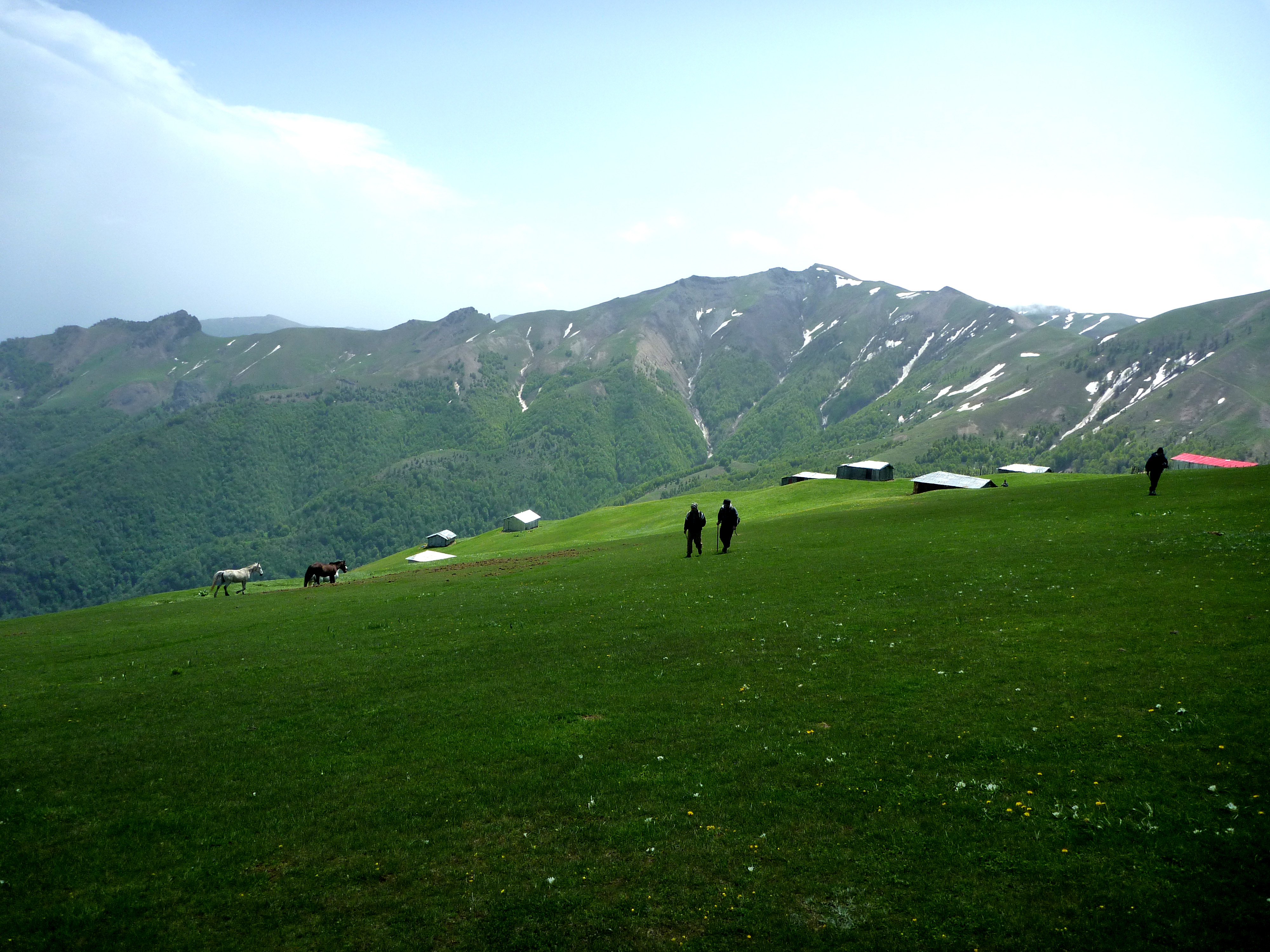
ییلاق گردسوعه
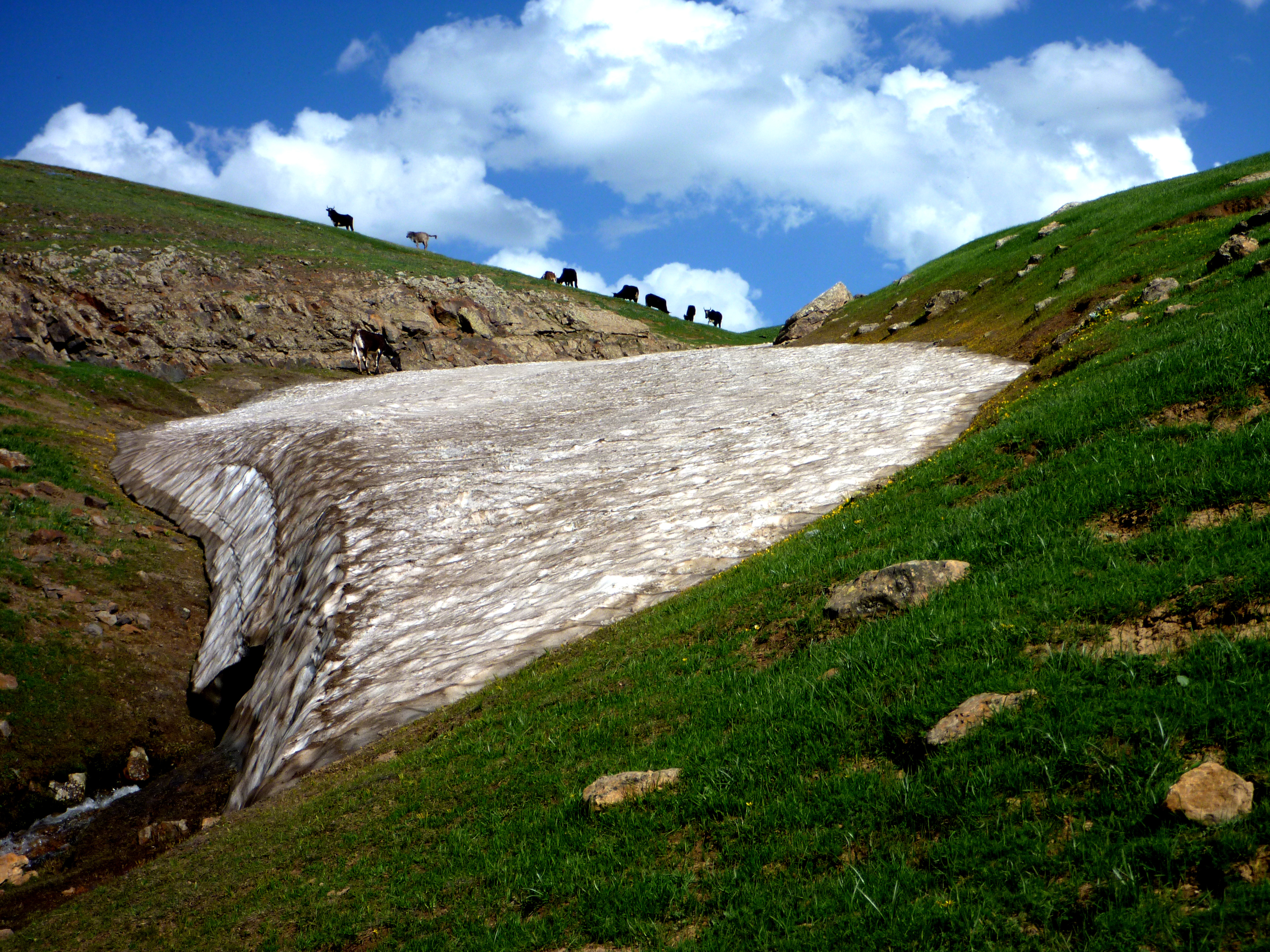
ییلاق‌های ماکلوان
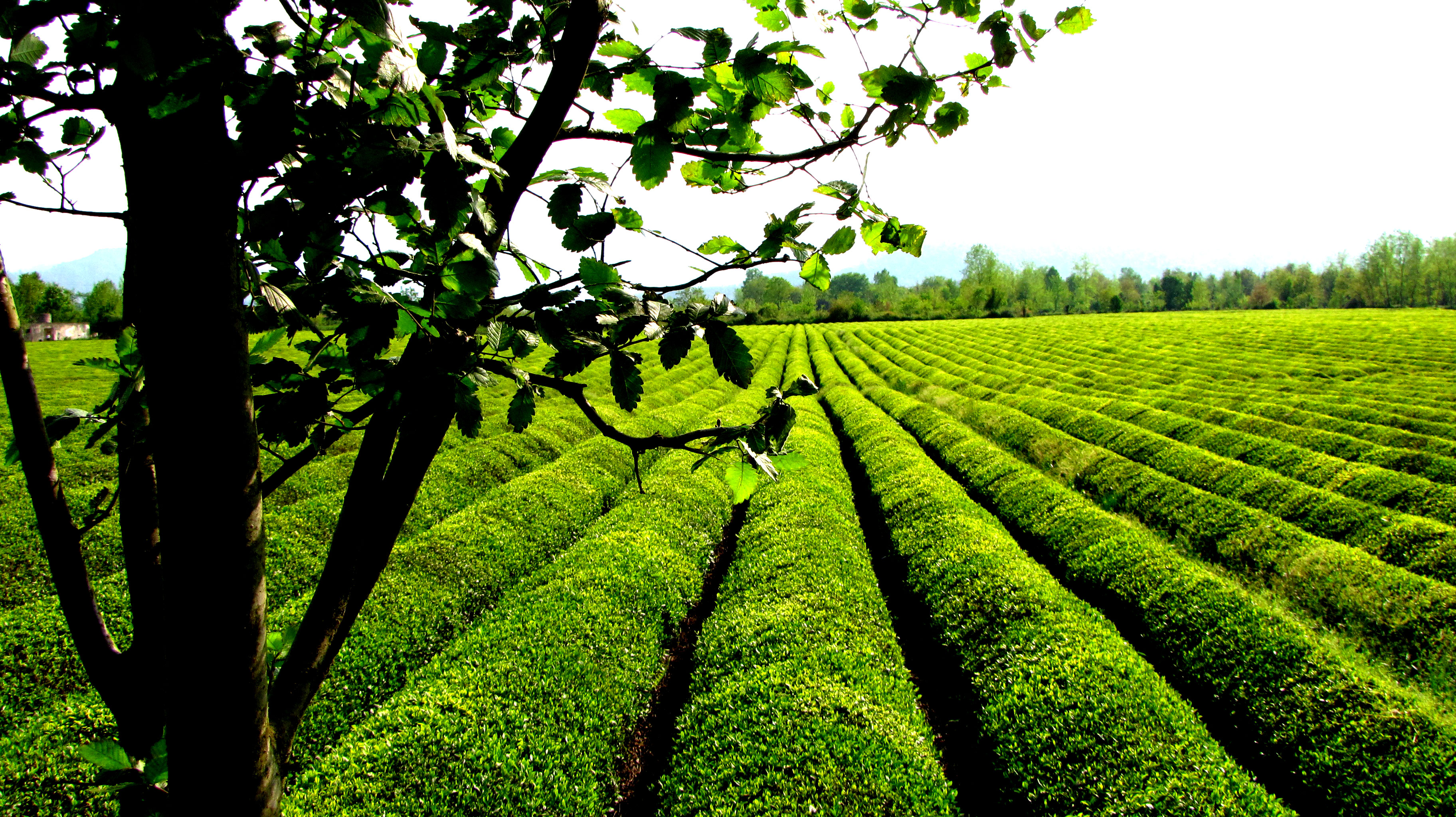
زیده
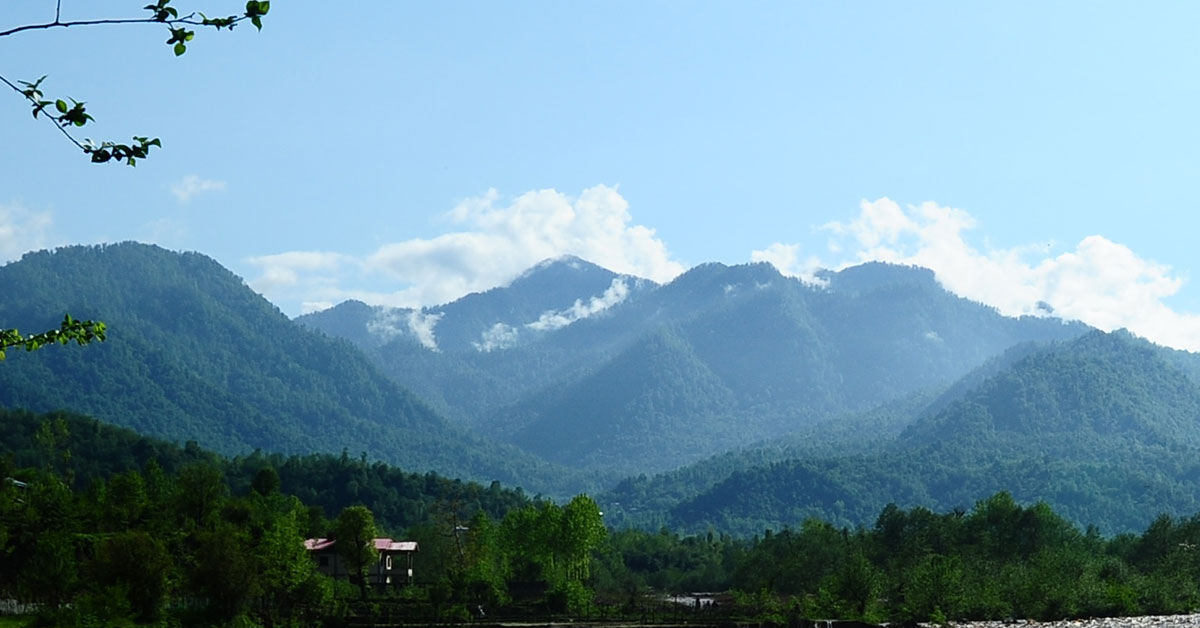
کوه‌های ماکلوان
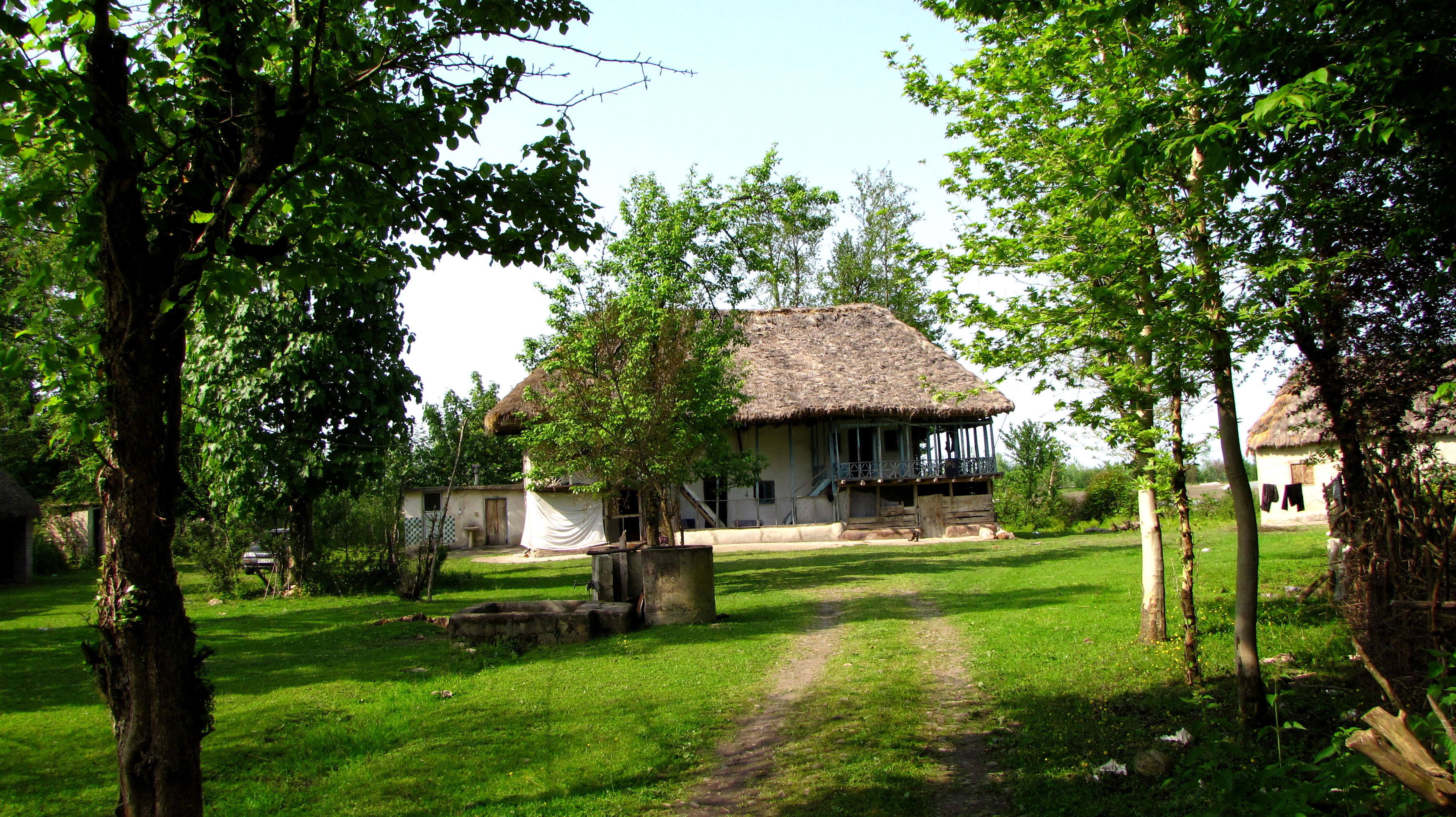
خانه ماکلوان
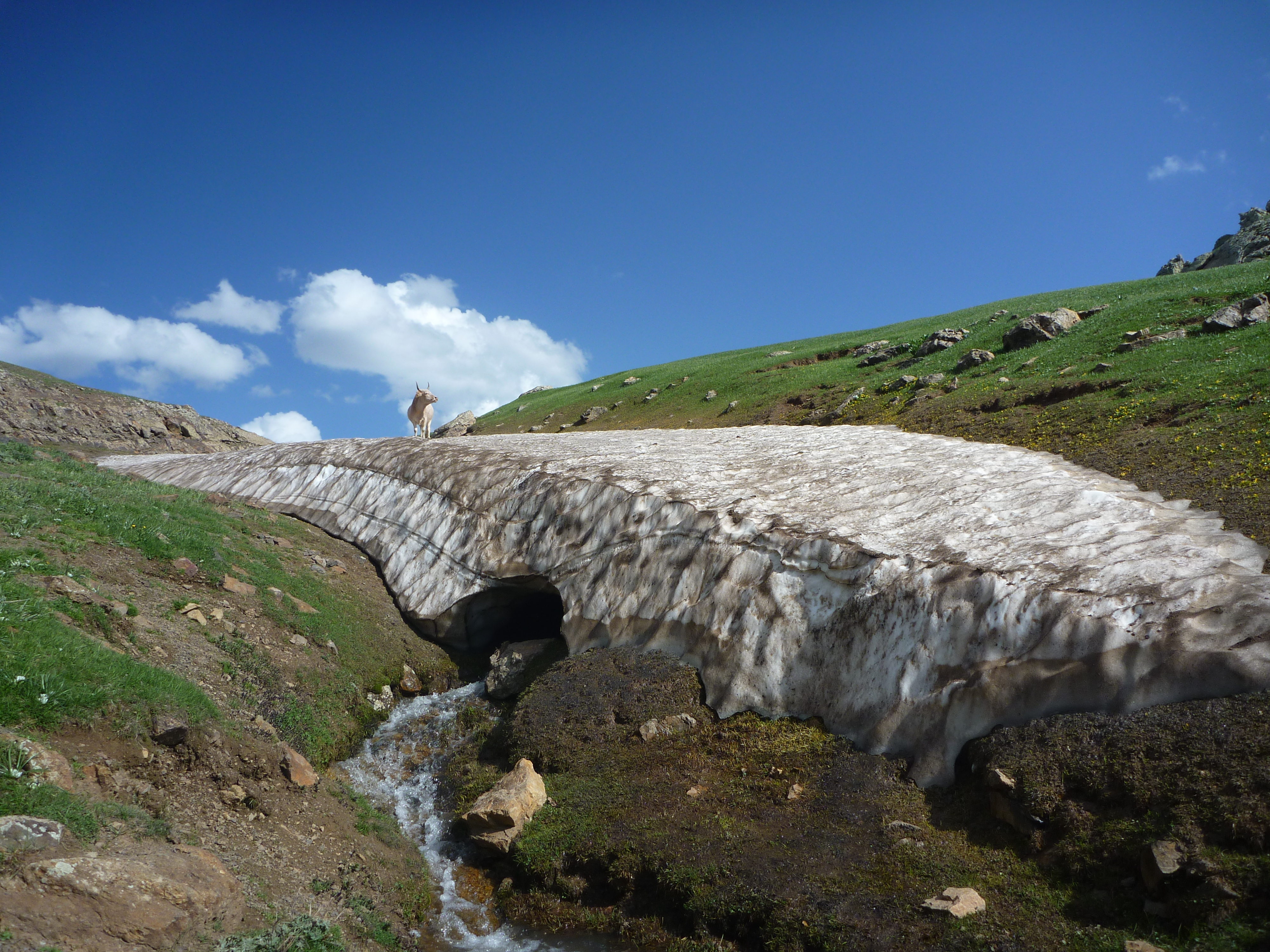
دیزآب
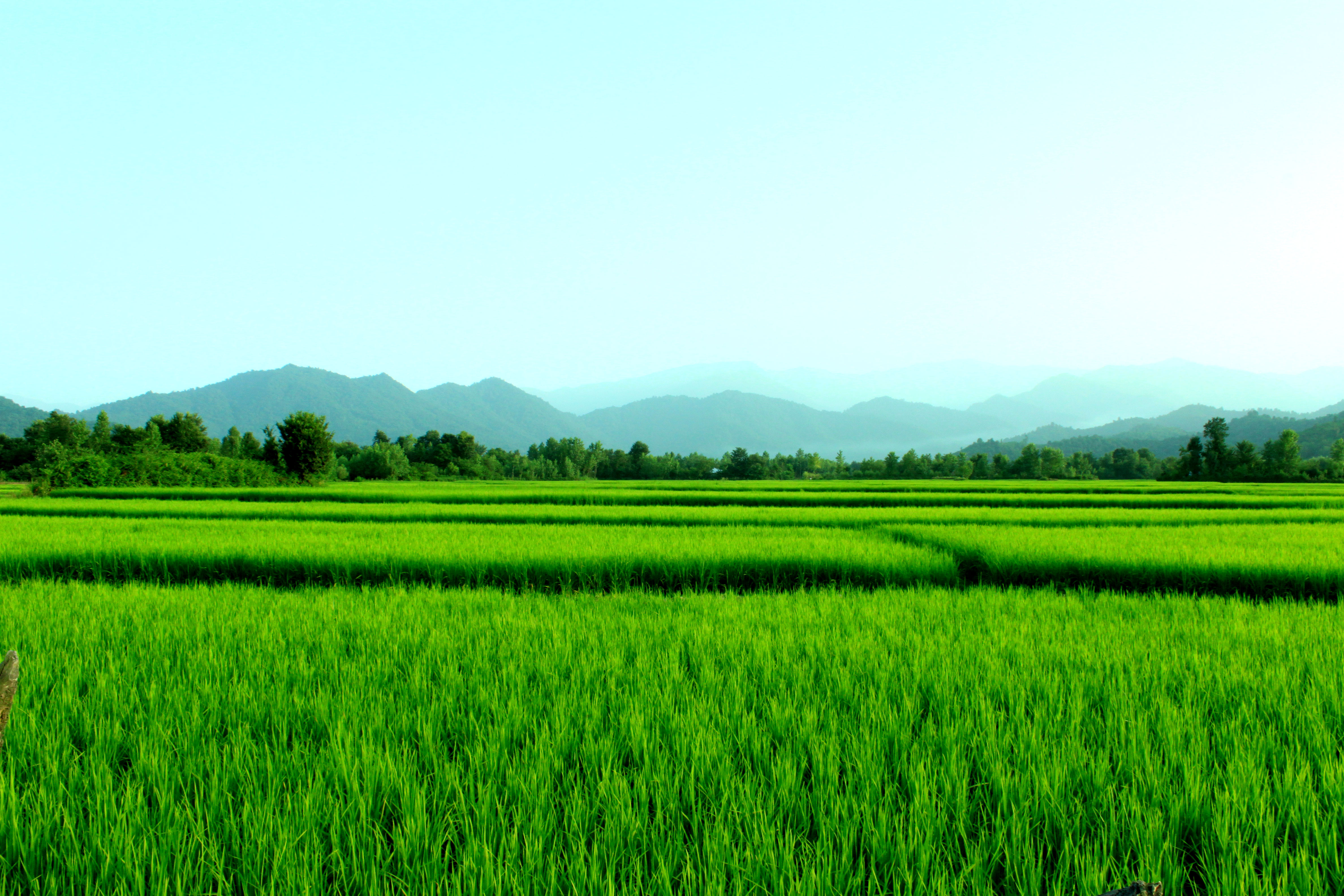
مزرعه برنج ماکلوان
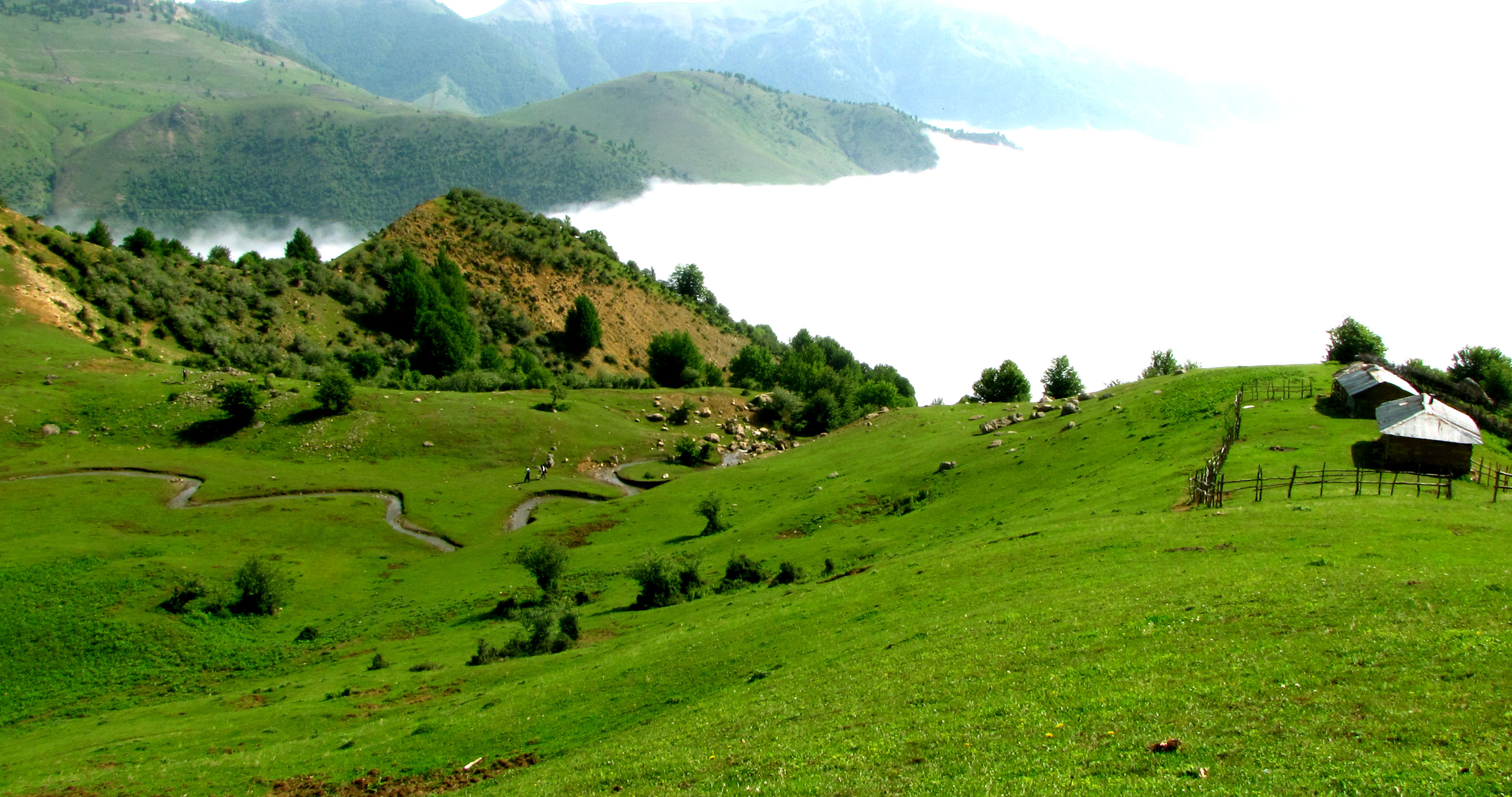
خله دشت
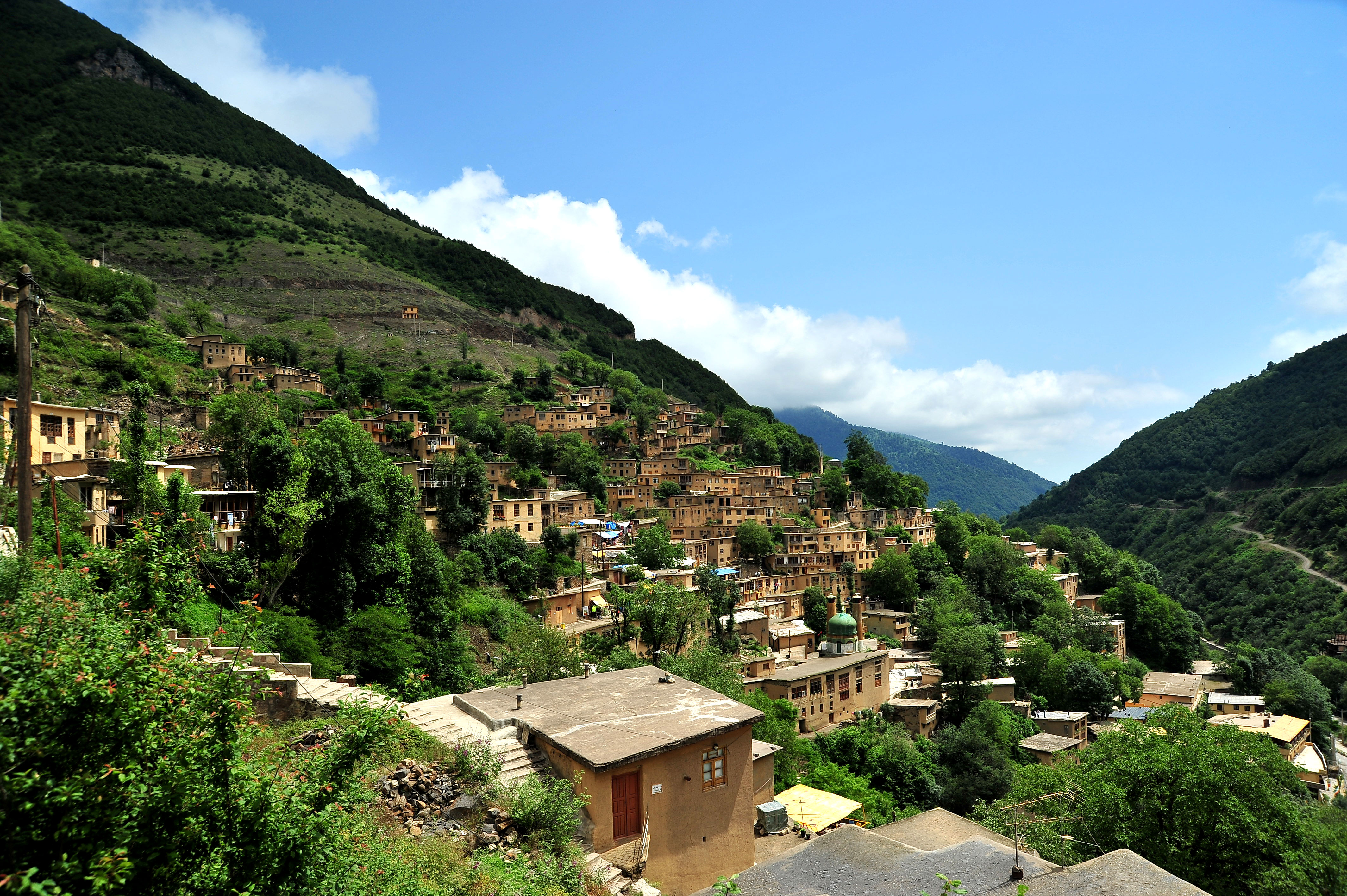
ماسوله